# AMR-2
O AMR-2 (Anti Material Rifle - 2) é um fuzil de precisão de 12,7 mm que foi desenvolvido na China como uma arma de franco-atirador antimaterial e foi introduzido no início dos anos 2000. Projetado e desenvolvido pela Sichuan Huaqing Machinery Co. Ltd, uma subsidiária do China South Industries Group, o fuzil usa um projeto convencional de ferrolho. O AMR-2 dispara um cartucho de 12,7×108mm a partir de um carregador de cofre destacável de 5 cartuchos instalado diretamente à frente do grupo de gatilho. O cano flutua livremente e possui um grande freio de boca com defletor duplo para mitigar o recuo.
Normalmente é equipado com coronha dobrável lateralmente com apoio de bochecha ajustável, bipé dobrável e um monopé traseiro removível sob a coronha. O fuzil é equipado com mira de ferro aberta em bases dobráveis, e um trilho Picatinny é fornecido para instalação da mira telescópica ou noturna.